# Draco (zoologia)
Draco (Linnaeus, 1758) è un genere di 
rettili squamati appartenente alla famiglia Agamidae, diffusi in Asia (dall'India alle Filippine), e conosciuti col nome comune di draghi volanti.
Dotati di un paio di patagi, sono in grado di muoversi planando da un albero all'altro.

## Descrizione

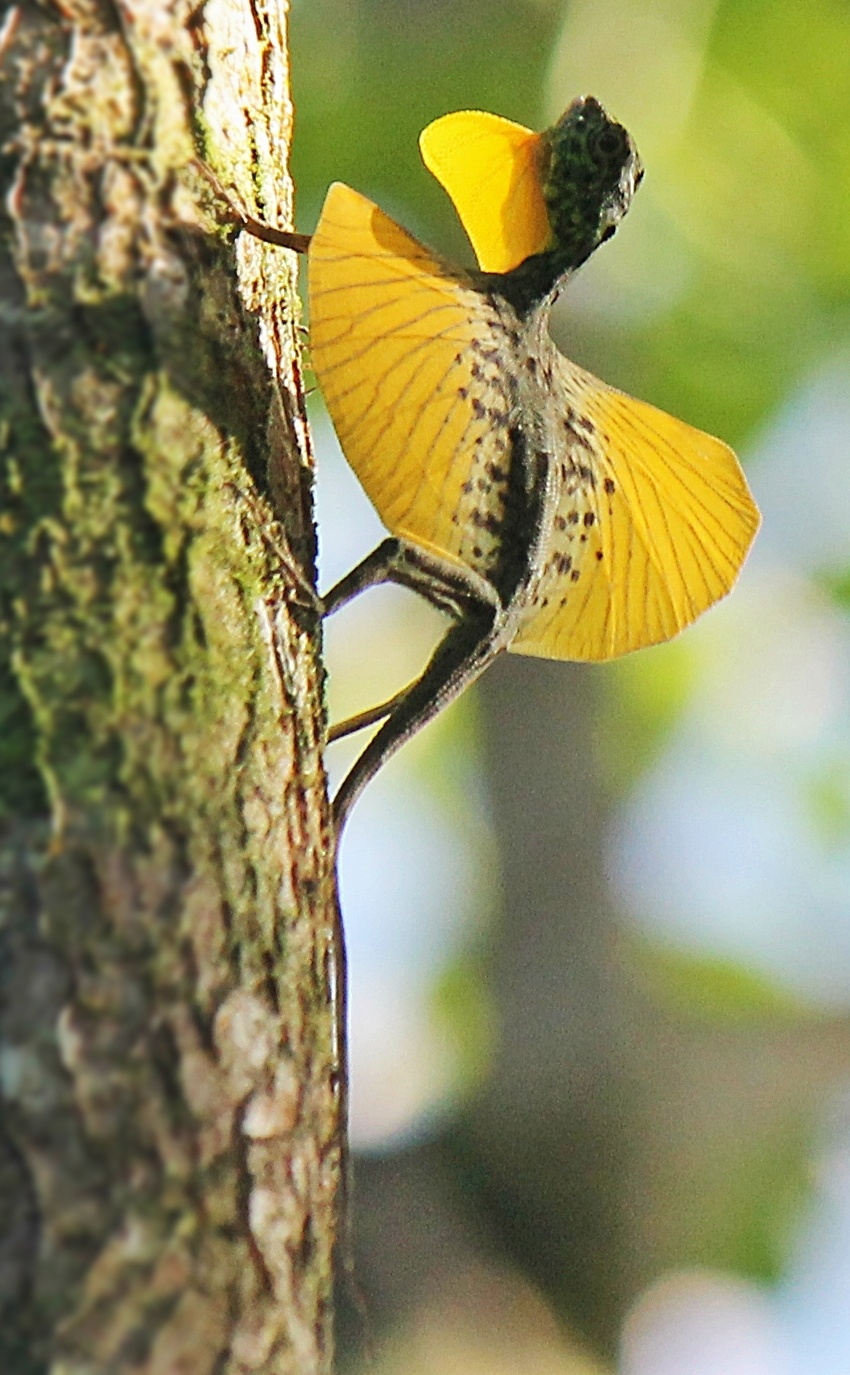
Draco spilonotus

Il drago volante non supera di solito la lunghezza di venticinque centimetri. Le ali del drago, poste sui due lati del corpo, sono formate da membrane dermiche, rette da eccezionali allungamenti delle costole. Queste strutture non hanno eguali tra i sauri odierni. Il drago volante è dotato di zampe robuste, una coda forte e muscolosa e varie appendici cutanee sparse per tutto il corpo.
I denti del drago volante, contrariamente a quelli degli altri sauri, sono differenziati: si possono notare anteriormente gli "incisivi", poi i "canini" e infine i "molari", in un modo molto simile a quelli degli antenati dei mammiferi (terapsidi) per un fenomeno di convergenza evolutiva.

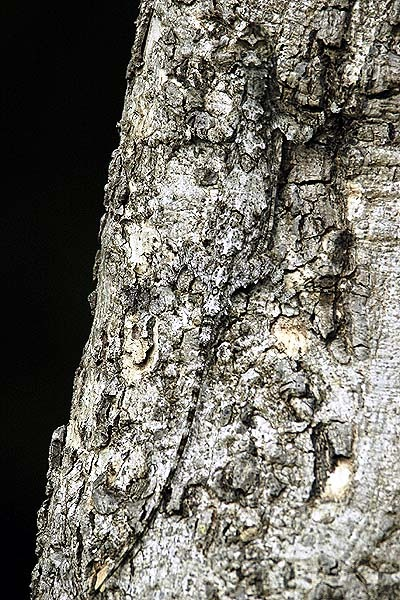
Draco indochinensis

## Biologia
I draghi volanti vivono nelle foreste tropicali e sono animali diurni, strettamente arboricoli. Sono animali insettivori e si nutrono di solito di formiche. La capacità del drago di planare da un albero all'altro permette a questo animale di non scendere mai sul terreno, se non per la deposizione delle uova. I maschi adulti sono vivacemente colorati rispetto alle femmine e ai giovani. Questi colori divengono ancora più accesi nel periodo della riproduzione: in questo modo la femmina e gli eventuali altri maschi pretendenti si rendono conto della forza e della salute del drago. I maschi sono molto territoriali, e non accettano la presenza di altri individui. Se due draghi si incontrano, gonfiano la gola, mettono in risalto le membrane laterali e si muovono freneticamente.
Dicembre e gennaio sono i mesi durante i quali i draghi si accoppiano; in generale i maschi si comportano in modo bizzarro, come assumere una posizione eretta, e a volte anche la femmina assume questo comportamento. Prima della riproduzione, il maschio gira intorno al partner per varie volte, fino a quando non si avvicina.
Le uova vengono deposte in una buca scavata nel terreno tra le radici degli alberi o sotto un lembo di corteccia.
L'incubazione dura qualche mese, e alla schiusa i giovani sono già indipendenti.

## Tassonomia
Si conoscono numerose specie di questo animale, la più nota delle quali è Draco volans, diffuso nelle Filippine, in Malaysia e in Indonesia. Altre specie note sono Draco blanfordii, Draco dussumieri, Draco maculatus e Draco norvillii. In epoche passate esistevano altre "lucertole" che realizzarono lo stesso tipo di adattamento del drago volante, ad esempio Coelurosauravus; in alcuni casi, come in Kuehneosaurus e in Icarosaurus, le costole che sostenevano le membrane erano ancora più allungate. Tutte queste forme, però, non sono strettamente imparentate con il drago volante.

### Specie
Il genere comprende 40 specie:
- Draco abbreviatus Hardwicke & Gray, 1827
- Draco beccarii Peters & Doria, 1878
- Draco biaro Lazell, 1987
- Draco bimaculatus Günther, 1864
- Draco blanfordii Blanford, 1878
- Draco boschmai Hennig, 1936
- Draco caerulhians Lazell, 1992
- Draco cornutus Günther, 1864
- Draco cristatellus Günther, 1872
- Draco cyanopterus Peters, 1867
- Draco dussumieri Duméril & Bibron, 1837
- Draco fimbriatus Kuhl, 1820
- Draco formosus Boulenger, 1900
- Draco guentheri Boulenger, 1885
- Draco haematopogon Gray, 1831
- Draco indochinensis Smith, 1928
- Draco iskandari McGuire & Brown, Mumpuni, Riyanto & Andayani, 2007
- Draco jareckii Lazell, 1992
- Draco lineatus Daudin, 1802
- Draco maculatus (Gray, 1845)
- Draco maximus Boulenger, 1893
- Draco melanopogon Boulenger, 1887
- Draco mindanensis Stejneger, 1908
- Draco modiglianii Vinciguerra, 1892
- Draco norvillii Alcock, 1895
- Draco obscurus Boulenger, 1887
- Draco ornatus (Gray, 1845)
- Draco palawanensis McGuire & Alcala, 2000
- Draco quadrasi Boettger, 1893
- Draco quinquefasciatus Hardwicke & Gray, 1827
- Draco reticulatus Günther, 1864
- Draco rhytisma Musters, 1983
- Draco spilonotus Günther, 1872
- Draco spilopterus (Wiegmann, 1834)
- Draco sumatranus Schlegel, 1844
- Draco supriatnai McGuire & Brown, Mumpuni, Riyanto & Andayani, 2007
- Draco taeniopterus Günther, 1861
- Draco timoriensis Kuhl, 1820
- Draco volans Linnaeus, 1758
- Draco walkeri Boulenger, 1891